# Luc Bermar
Henri Gillain (* 1913 in Gedinne; † 10. August 1999), Pseudonyme Luc Bermar und Jean Darc, war ein belgischer Comicautor.

## Leben und Wirken
Henri Gillain arbeitete Ende der 1940er Jahre als Lehrer in Namur und stand in engem Kontakt zur Ateliergemeinschaft der junger Zeichner, die um diese Zeit im Haus seines Bruders, des Comiczeichners Jijé, in der Nähe von Waterloo lebten.
Eines Tages legte er André Franquin ein dickes Heft mit einer Erzählung vor, die sich um einen exzentrischen Erfinder dreht, der aus Pilzextrakten geheimnisvolle Wundertränke braut. Die Idee war Gillain gekommen, als er in einer Schulklasse bei der Beaufsichtigung einer schriftlichen Arbeit eine Schautafel für den Biologieunterricht betrachtet hatte, auf der alle heimischen Pilzarten abgebildet waren.
Franquin war von der Idee angetan und entwickelte daraus die Handlung für sein erstes albumlanges Spirou und Fantasio Abenteuer, Der Zauberer von Rummelsdorf. Um den Lehrer Gillain nicht in Schwierigkeiten zu bringen, wurde er unter dem Pseudonym „Jean Darc“ als Autor der Episode genannt.
Im Jahr 1952 verfasste Gillain ein weiteres Comicszenario für ein Abenteuer von Tif und Tondu (dt.: Harry und Platte): Le trésor d’Alaric, das von Willy Maltaite, einem weiteren  Zeichner aus dem Kreis um seinen Bruder, realisiert wurde. Bei dieser Gelegenheit verwendete Gillain zum ersten Mal das Pseudonym Luc Bermar. Bis Mitte der 1950er Jahre erschienen unter diesem Namen auch gelegentliche redaktionelle Beiträge im Magazin Spirou. Einige Jahre später wirkte Henri Gillain als Ideengeber an der Entstehung der Comicserie Sandy et Hoppy von Willy Lambil mit und war auch Co-Autor des Szenarios für das erste Abenteuer. Daneben schrieb Henri Gillain gelegentlich Romane für die Magazine Bonnes Soirées und Femmes d’aujourd’hui sowie Reportagen für verschiedene belgische Zeitungen. Dabei verwendete er üblicherweise sein Pseudonym Jean Darc.